# Meteora
Meteora (grško Μετέωρα Μοναστήρια, latinizirano: Metéora Monastíria; dobesedno »samostani na nebu« ali »v zraku«) je kamnita formacija v regionalni enoti Trikala v Tesaliji v Grčiji, ki gosti enega največjih in najbolj strmo zgrajenih kompleksov vzhodnopravoslavnih samostanov, drugi po pomembnosti le za goro Atos. Šest (od prvotnih štiriindvajsetih) samostanov je zgrajenih na ogromnih naravnih stebrih in gričevnatih zaobljenih balvanih, ki prevladujejo nad lokalnim območjem. Med 13. in 14. stoletjem je bilo štiriindvajset samostanov ustanovljenih na vrhu skal. Meteora je v bližini mesta Kalabaka na severozahodnem robu Tesalske nižine blizu reke Pineios in Pindskem gorstvu.
Meteora je bila leta 1988 vpisana na Unescov seznam svetovne dediščine zaradi izjemne arhitekture in lepote kompleksa ter njenega verskega in umetniškega pomena.
Ime iz grščine meteorizo (μετεωρίζω) »dvigniti visoko« - etimološko povezano z meteorjem.

## Geologija
Poleg Pindskega gorstva, se ti edinstveni in ogromni kamniti stebri strmo dvigajo iz tal v zahodni regiji Tesalije. Toda njihove nenavadne oblike ni enostavno geološko razložiti. Ne gre za vulkanske čepe iz trdih magmatskih kamnin, ki so značilni drugje, ampak so kamnine sestavljene iz mešanice peščenjaka in konglomerata.(str.5)
Konglomerat je nastal iz nanosov kamna, peska in blata iz potokov, ki se skozi milijone let izlivajo v delto na robu jezera. Pred približno 60 milijoni let v obdobju paleogena je serija zemeljskih premikov potisnila morsko dno navzgor, kar je ustvarilo visoko planoto in povzročilo številne navpične prelomnice v debeli plasti peščenjaka. Ogromni skalni stebri so nato nastali zaradi vremenskih vplivov vode, vetra in ekstremnih temperatur na navpičnih prelomih. Nenavadno je, da sta ta konglomeratna formacija in vrsta preperevanja omejena na relativno lokalizirano območje znotraj okoliške gorske formacije. Kompleks se nanaša na ekshumirani celinski ostanek pangejske zveze.
Ta vrsta nastajanja kamnin in procesa preperevanja se je zgodila na mnogih drugih mestih lokalno in po vsem svetu, toda tisto, zaradi česar je videz Meteore poseben, je enotnost sestavin sedimentnih kamnin, odloženih v milijonih let, ki puščajo le malo znakov navpičnega plastenja, in lokalizirana nenadna vertikalno preperevanje.
Izkopavanja in raziskave so v jami Theopetra odkrile okamenele diatomeje, ki so prispevale k razumevanju paleoklime in podnebnih sprememb. Radiokarbonsko datiranje dokazuje prisotnost človeka pred 50.000 leti. Jama je bila včasih odprta za javnost, vendar je trenutno zaprta za nedoločen čas zaradi varnostnih pregledov.
Vegetacija gosto raste iz navpičnih skalnih sten, predvsem zaradi vode, ki jo lahko najdemo v razpokah, ki se raztezajo po pečini.(str.11) V zadnjih nekaj sto letih so se poročila, da je bila Meteora lahko dostopna peš, spremenila, ker je zdaj treba iti skozi neprehodno džunglo.
Skalni podori so tako masivni in nepredvidljivi skalni stebri, ki nenehno ogrožajo romarje in turiste Meteore. Potres z magnitudo 7 po Richterjevi lestvici je stresel skale leta 1954; čudežno tanki stebri stojijo še danes. Leta 2005 je padla tako ogromna skala, da je za več dni zaprla dostopno cesto, ki vodi do Meteore.

## Zgodovina

### Arheologija
Jama Theopetra je 4 kilometre od Kalambake. Njena edinstvenost z arheološkega vidika je v tem, da eno samo najdišče vsebuje zapise o dveh zelo pomembnih kulturnih prehodih: zamenjavi  neandertalcev s sodobnimi ljudmi in kasnejšem prehodu od lova-nabiralništva k poljedelstvu po koncu zadnje ledene dobe. Jama je sestavljena iz ogromne 500 kvadratnih metrov pravokotne komore ob vznožju apnenčastega hriba, ki se dviga severovzhodno nad vasjo Theopetra, z vhodom, širokim 17 metrov in 3 metri visokim. Leži ob vznožju gorovja Kasia, ki tvori naravno mejo med Tesalijo in Makedonijo, medtem ko reka Lithaios, pritok reke Pineios, teče pred jamo. Majhna reka Lithaios, ki teče dobesedno na pragu jame, je pomenila, da so jamski prebivalci vedno imeli lahek dostop do sveže, čiste vode, ne da bi morali vsak dan premagati velike razdalje, da bi jo našli.

### Antična zgodovina
Jame v bližini Meteore so bile neprekinjeno naseljene med 50.000 in 5000 leti. Najstarejši znani primer grajene strukture, kamniti zid, ki je zapiral dve tretjini vhoda v jamo Theopetra, je bil zgrajen pred 23.000 leti, verjetno kot ovira pred hladnimi vetrovi – Zemlja je takrat preživljala ledeno dobo – v jamah so našli veliko paleolitskih in neolitskih artefaktov človeške prisotnosti.
Meteora ni omenjena v klasičnih grških mitih niti v starogrški literaturi. Prvi ljudje, dokumentirano naseljeni na Meteori po neolitskem obdobju, so bili asketska skupina menihov puščavnikov, ki so se v 9. stoletju našega štetja preselili na starodavne vrhove. Živeli so v votlinah in razpokah v skalnih stolpih, nekateri visoki tudi do 550 m nad ravnino. Ta velika višina v kombinaciji s prepadnostjo sten klifa je odgnala vse razen najbolj odločnih obiskovalcev. Sprva so puščavniki živeli v samoti, srečevali so se le ob nedeljah in posebnih dnevih za čaščenje in molitev v kapeli, zgrajeni ob vznožju skale, znane kot Dupiani.
Že v 11. stoletju so menihi zasedli votline Meteore. Vendar pa samostani niso bili zgrajeni vse do 14. stoletja, ko so se menihi iskali nekam, da bi se skrili pred naraščajočim številom turških napadov na Grčijo. V tem času je bil dostop do vrha po odstranljivih lestvah ali vitlu. Trenutno je dostop veliko preprostejši zaradi stopnic, ki so bile vklesane v skalo v 1920-ih. Od 24 samostanov jih še vedno deluje le šest (štirje moški, dva ženska), pri čemer v vsakem živi manj kot deset posameznikov.

## Zgodovina in gradnja samostanov
Natančen datum ustanovitve samostanov je po splošnem prepričanju neznan; vendar pa obstajajo namigi o tem, kdaj je bil vsak od samostanov zgrajen. V poznem 11. in zgodnjem 12. stoletju se je oblikovala rudimentarna samostanska država, imenovana skit iz Stagoija (sodobna Kalabaka), ki je bila osredotočena okoli še vedno stoječe cerkve Theotokos (Marija Božja mati). Do konca 12. stoletja se je asketska skupnost zgrinjala v Meteoro.
Leta 1344 je Athanasios Koinovitis z gore Atos na Meteoro pripeljal skupino privržencev. Od 1356 do 1372 je ustanovil samostan Veliki Meteoron na Široki skali, ki je bil kot nalašč za menihe; bili so varni pred političnimi pretresi in imeli popoln nadzor nad vstopom v samostan. Edini način, da so ga dosegli, je bilo plezanje po dolgi lestvi, ki so jo dvignili vsakič, ko so se menihi počutili ogrožene.
Ob koncu 14. stoletja so vladavino Bizantinskega cesarstva nad severno Grčijo vedno bolj ogrožali turški napadalci, ki so želeli nadzor nad rodovitno nižino Tesalije. Menihi puščavniki, ki so iskali umik pred naraščajočo turško okupacijo, so našli nedostopne skalne stebre Meteore kot idealno zatočišče. Od 14. stoletja je bilo zgrajenih več kot 20 samostanov; danes jih je ohranjenih le šest.
Leta 1517 je Teofan zgradil samostan Varlaam, za katerega je veljalo, da hrani Janezov prst in lopatico svetega Andreja.
Dostop do samostanov je bil prvotno (in namerno) težaven, saj so bile potrebne bodisi dolge lestve, bodisi velike mreže, ki so se uporabljale za vleko blaga in ljudi. Za to je bil potreben precejšen preskok vere – vrvi so bile zamenjane, tako pravi zgodba, šele, »ko jih je Gospod pustil strgati«. Po besedah Unesca »mreža, v kateri so bili neustrašni romarji dvignjeni navpično vzdolž 373 metrov pečine, kjer dolino obvladuje samostan Varlaam, simbolizira krhkost tradicionalnega načina življenja, ki mu grozi izumrtje.«
Do 17. stoletja je bil glavni način prevoza blaga in ljudi iz teh 'gnezd' s pomočjo košar in vrvi.
Leta 1921 je romunska kraljica Marie obiskala Meteoro in tako postala prva ženska, ki ji je bilo dovoljeno vstopiti v samostan Veliki Meteoron.
V 1920-ih je prišlo do izboljšave ureditve. V skalo so bile vrezane stopnice, zaradi česar je bil kompleks dostopen preko mostu z bližnje planote. Med drugo svetovno vojno je bilo mesto bombardirano.

## Seznam skal
Obstajajo različne skale Meteore, ki obdajajo vas Kastraki in mejijo na severno stran glavnega mesta Kalabaka. Podana je tudi višina v metrih za različne kamnine.
- Dupiani (Δούπιανη; 390 m)[23][24]
- Agio Pneuma (Άγιο Πνεύμα; 600 m}),[25] mesto zgodovinskega samostana sv. Jurija iz Mandile in Meniški zapor
- Kumaries (Κουμαριές; 497 m)
- Toichos Alpha (Τοίχος Α) / Kafkasia (480 m)
- Toichos Beta (Τοίχος Β) / Sfika (528 m)
- Toichos Gamma (Τοίχος Γ) / Palaiokranies 540 m)
- Toichos Delta (Τοίχος Δ) / Lianomodia 531 m)[26]
- Sv. Evstracij (Αγίου Ευστρατίου)
- Nadangel (Ταξιαρχών)
- Kalazma (Χάλασμα)
- Marmaro (Μάρμαρο; "marmor"),[27] prečka asfaltirana cesta, ki povezuje Kastraki s Kalabako
- Surloti (Σουρλωτή; 600 m)[28]
- Modi (Μόδι; 584,5 m), mesto zgodovinskega samostana sv. Modesta
- Alysos (Άλυσος) / Altsos (Άλτσος) / Alsos (Άλσος) (587,8 m),[29] mesto zgodovinskega Samostana verig apostola Petra
- Pyxari (Πυξάρι; 523,9 m),[30] mesto zgodovinske puščavnice sv. Gregorja Teologa (Ασκηtarιά Αγίου Γρηγορίου του Θεολόγου), Samostan sv. Antona in samostan Krizostoma[31]
- Badovas (Μπάντοβας; 447,3 m), mesto zgodovinskega samostana sv. Nikolaja Badovaskega[32]
- Ambaria (Αμπάρια; 400 m)[33][34]

## Še delujoči samostani
V času največjega razcveta je tu delovalo 24 samostanov za nune in menihe grške pravoslavne cerkve, od teh jih šest še deluje. Zgrajeni so na visokih klifih, dostopni so po stopnicah v skali. Večina arhitekture spominja na samostane svete gore Atos.  

### Samostan Veliki Meteoron
Samostan Veliki Meteoron je najstarejši in največji od samostanov Meteore. Verjame se, da je samostan tik pred sredino 14. stoletja zgradil menih z gore Atos po imenu Sveti Atanazij Meteorit. Začel je graditi s cerkvijo, posvečeno Materi božji Devici Mariji. Kasneje je dodal majhne celice, da so se menihi lahko naselili in živeli na vrhu skalnih formacij. Drugo ime samostana je samostan Spreobrnjenja Gospodovega, ki je dobil ime po drugi zgrajeni cerkvi sv. Meteoritov. Naslednik svetega Atanazija je bil sveti Joazaf, ki je nadaljeval z gradnjo več celic, bolnišnice in prenovil cerkve na vrhu skal. Samostan je cvetel v 16. stoletju, ko je prejel številne cesarske in kraljeve donacije. Takrat je v njegovih celicah živelo in bogu služilo več kot tristo menihov. Še vedno je živ samostan, saj so bili od leta 2015 v njem trije menihi.
Ker je največji med vsemi samostani, ima posebno postavitev, polno številnih stavb. Katolikon je posvečen Jezusovemu spremenjenju in je bila prva cerkev samostana. Puščavnica prvega ustanovitelja samostana je majhna stavba, vklesana v skalo. Kuhinja ali tisto, kar se običajno imenuje hestija, je kupolasta stavba v bližini refektorija. Tu je tudi bolnišnica, s svojo znamenito streho pritličja iz opeke in podprto na štiri stebre. Tri stare cerkve ali kapele so: kapela svetega Janeza Krstnika, ki leži poleg svetišča katolikon, kapela svetih Konstantina in Helene, ki je cerkev brez ladij z velikim obokom, in nazadnje kapela Device Marije, ki je v jami.

### Samostan Varlaam
Samostan Varlaam je drugi največji samostan Meteore. Ime Varlaam prihaja od meniha po imenu Varlaam, ki se je leta 1350 povzpel na skale in začel graditi samostan. Varlaam je zgradil tri cerkve z dvigovanjem materiala po stenah. Po Varlaamovi smrti je bil samostan dvesto let zapuščen, dokler nista v 16. stoletju na skalo prišla dva meniška brata, Teofan in Nektarij Apsarades, in oktobra 1517 začela obnavljati cerkve. Dva brata iz Janine sta porabila dvaindvajset let za dvigovanje materiala na vrh skalne formacije, vendar naj bi stavba trajala samo okoli dvajset dni. Menihi so prisotni že od 16. stoletja, vendar je od 17. stoletja dalje njihova prisotnost konstantno upadala. Danes je samostan dostopen po nizu lestev, ki se vzpenjajo po severni strani skale. Muzej je odprt za popotnike in vsebuje široko paleto relikvij in cerkvenih zakladov. Od leta 2015 je v Varlaamu ostalo sedem menihov.

### Samostan Rousanou
Verjame se, da je bil samostan Rousanou zgrajen, tako kot mnogi drugi samostani, v 14. stoletju. Cerkev naj bi bila zgrajena v 16. stoletju in kasneje okrašena leta 1540. Ime Rousanou naj bi izhajalo iz prve skupine menihov, ki so se naselili na skalo iz Rusije. Samostan leži na nadmorski višini 484 metrov. Obiskovalci, ki stojijo na sredini mesta, lahko vidijo druge samostane, pa tudi ruševine samostana sv. Janeza Krstnika in Pantokratorja.

### Samostan svetega Nikolaja Anapausa
Samostan sv. Nikolaja Anapausa je na vrhu majhne ozke skale. Visok je približno osemdeset metrov in je prvi, ki ga srečajo romarji na poti do svete Meteore. Samostan je bil ustanovljen v poznem 14. stoletju in je danes obkrožen z zapuščenimi in porušenimi samostani sv. Janeza Prodroma, Pantokratorja in kapelo Panagie Doupiani. Samostan je služil kot počivališče za romarje in je hitro dobil ime Anapausas (moderna izgovorjava anapafseos), 'počitek'. Ker so na tako ozki površini, so etaže povezane z notranjim stopniščem. V drugem nadstropju, kjer je katolikon, se časti sv. Nikolaja. V tretjem nadstropju je sveta miza, stene pa krasijo freske iz 14. stoletja. Samostan je bil obnovljen v 16. stoletju in ponovno v 1960-ih.

### Samostan Svete Trojice
Samostan Svete Trojice naj bi bil zgrajen v 14. in 15. stoletju. Že pred tem so stari Grki ob vznožju skalnih pečin postavljali puščavnice. V 14. stoletju se je Janez Uroš preselil na Meteore in obdaril ter zgradil samostane na vrhu skalnih čeri. Ponudil je svetišča kot varno zatočišče v času političnih prevratov. Leta 1438 naj bi bil Dometius prvi menih na mestu Svete Trojice. Pravi samostan naj bi bil zgrajen med letoma 1475 in 1476. Nekateri pravijo, da natančen datum izgradnje samostana, tako kot mnogih drugih samostanov, ni znan. Do konca 16. stoletja je bil to eden od zadnjih šestih samostanov, ki so še vedno na vrhu Meteore.

### Samostan svetega Štefana
Samostan svetega Štefana je na planoti podobni zgradbi. Prvotni samostan naj bi bil zgrajen v 14. stoletju, vendar je bil leta 1798 zgrajen nov katolikon, zaradi česar je najnovejši od vseh meteoritskih struktur. Samostan je sestavljen iz številnih stavb, vključno z novim katolikonom, 'hestijo' (kuhinja), starim refektorijem, ki je od takrat postal muzej, in izborom prostorov z različnimi nameni. Sem spadajo delavnice za slikanje, vezenje, izdelovanje kadil in šivanje. Notranjost cerkve je bila kratek čas po letu 1545 v notranjosti okrašena s freskami. Toda med svetovnima vojnama so bili samostani močno bombardirani in opustošeni v prepričanju, da menihi zadržujejo begunce. Od leta 2015 je samostan sv. Štefana po preoblikovanju v nunski samostan leta 1961 dom 28 redovnic.

## Galerija
- Meteora v zgodnjih jutranjih urah.
- Samostan Varlaam.
- Roussanou, sv. Miklavž in samostan veliki Metereon.
- Samostan Roussanou.
- Samostan sv. Miklavža Anapausasa.
- Panorama doline Meteore.
- Panorama doline Meteore.
- Panorama doline Meteore.
- Samostan Varlaam.
- Samostan Roussanou.
- Panoramski pogled na samostana Varlaam in veliki Metereon.

## Rekreacija
Meteora je priljubljena med pohodniki, tekači, gorskimi kolesarji in plezalci z vsega sveta, zlasti poleti. Meteora MTB Race, znana tudi kot Vasilis Efstathiou (Βασίλης Ευσταθίου) MTB Race, poteka vsako leto v Meteori.

## V popularni kulturi
- Samostan Svete Trojice je bil leta 1981 prizorišče snemanja filma Jamesa Bonda  For Your Eyes Only.[53]
- Film Boy on a Dolphin iz leta 1957 je delno posnet v Meteori.[54] Lik Cliftona Webba obišče Meteoro in se povzpne v samostan Svete Trojice, da bi nekaj opravil knjižnično raziskovanje.
- Prizori v Tintin and the Golden Fleece so bili prav tako posneti v samostanih Meteora
- Michina, glavno dogajanje filma Pokémon: Arceus and the Jewel of Life, temelji na Meteori
- Meteora je glavna lokacija v leposlovni knjigi The Spook's Sacrifice avtorja iz Lancashira Josepha Delaneyja
- Eden od preživelih likov v romanu Maxa Brooksa o zombi apokalipsi World War Z najde zatočišče in duševni mir v samostanih med zombi vojno in po njej
- Film iz leta 2012 Meteora, režiserja Spirosa Stathoulopoulosa, je postavljen v samostane in pokrajino Meteore
- Glavna lokacija in ime 3. zvezka v seriji stripov Le Décalogue francoskega avtorja Franka Girouda temelji na Meteori
- Zemljevid Call of Duty: Modern Warfare 3 DLC Zemljevid "Sanctuary" je postavljen v samostane Meteore
- Meteora, album iz leta 2003 izvajalca Linkin Park je dobil ime po tem mestu
- Samostani so bili prizorišče snemanja akcijskega filma Sky Riders iz leta 1976.[55], v katerem igrajo Susannah York, James Coburn in Robert Culp.
- V The Young Indiana Jones Chronicles epizodi "Travels with Father" Indiana in njegov oče obiščeta Meteoro.
- Meteora je služila kot navdih za Eyrie v televizijski seriji Igra prestolov.[56]
- Zasnovo kraljestva Elysium v poglavju The Fate of Atlantis, ki ga je mogoče prenesti v Assassin's Creed Odyssey, je navdihnila geologija Meteore.
- Meteora je bila lokacija prvega izziva v osmi sezoni belgijskega resničnostnega šova De Mol.[57]
- Poklicna rokoborba, ki jo je izumil CIMA, je dobila ime po Meteori, saj je tam zasnubil svojo ženo.
- Zunanja zasnova stopnje "St. Francis' Folly" v igri Tomb Raider iz leta 1996 in njeni Tomb Raider: Anniversary (remake) iz leta 2007 je bila po navdihu vzvišenih samostanov Meteore.